# Y-бозон
В физике элементарных частиц Y-бозон, как и X-бозон, — очень массивная гипотетическая элементарная частица, аналогичная W- и Z-бозонам в Стандартной модели.
Различные теории великого объединения предсказывают различные свойства Y-бозона. Он переносит взаимодействие между кварками и лептонами и имеет дробный электрический заряд +(1/3)e и три цвета, как и кварки. Под его действием кварки превращаются в лептоны, предполагая нарушение законов сохранения барионного и лептонного чисел и, следовательно, распад протона.

## Пример
Пример реакции с участием Y-бозона:
{\displaystyle u+d\rightarrow Y\rightarrow {\bar {\nu }}_{e}+{\bar {d}}}
В этом процессе два кварка (u-кварк и d-кварк) превращаются в d-антикварк и лептон — электронное антинейтрино.